# Kanurennsport-Europameisterschaften 2004
Die Kanurennsport-Europameisterschaften 2004 fanden in Posen in Polen statt. Es waren die 16. Europameisterschaften, Ausrichter war der Europäische Kanuverband ECA.

## Ergebnisse
Insgesamt wurden Wettbewerbe in 27 Kategorien ausgetragen, davon  9 für Frauen.

### Herren

#### Kanadier
| Disziplin | Disziplin | Gold                                                                 | Leistung     | Silber                                                                   | Leistung     | Bronze                                                                                        | Leistung     |
| --------- | --------- | -------------------------------------------------------------------- | ------------ | ------------------------------------------------------------------------ | ------------ | --------------------------------------------------------------------------------------------- | ------------ |
| C1        | 200 m     | Maxim Opalew                                                         | 40,008 s     | Andreas Dittmer                                                          | 41,028 s     | Martin Doktor                                                                                 | 41,070 s     |
| C1        | 500 m     | Maxim Opalew                                                         | 1:52,442 min | Andreas Dittmer                                                          | 1:53,258 min | David Cal                                                                                     | 1:53,354 min |
| C1        | 1000 m    | Andreas Dittmer                                                      | 3:53,821 min | David Cal                                                                | 3:55,471 min | Martin Doktor                                                                                 | 3:55,495 min |
| C2        | 200 m     | TschechienPetr Netušil Petr Fuksa                                    | 38,993 s     | UngarnAttila Bozsik Gergely Kovács                                       | 39,101 s     | PolenPaweł Baraszkiewicz Daniel Jędraszko                                                     | 39,107 s     |
| C2        | 500 m     | UngarnGyörgy Kozmann György Kolonics                                 | 1:43,371 min | PolenPaweł Baraszkiewicz Daniel Jędraszko                                | 1:44,073 min | RumänienSilviu Simioncencu Florin Popescu                                                     | 1:44,415 min |
| C2        | 1000 m    | PolenMichał Śliwiński Łukasz Woszczyński                             | 3:34,239 s   | RusslandAlexander Kostoglod Alexander Kowaljow                           | 3:35,277 min | DeutschlandStefan Utess Thomas Lück                                                           | 3:35,805 min |
| C4        | 200 m     | TschechienPetr Fuksa Petr Netušil Jan Břečka Karel Kožíšek           | 35,254 s     | RusslandRoman Krugljakow Jewgeni Ignatow Dmitri Sergeev Alexei Wolkonski | 35,674 s     | UngarnLászló Vasali Sándor Malomsoki Béla Belicza Gergely Kovács                              | 35,710 s     |
| C4        | 500 m     | RumänienFlorin Popescu Iosif Anisim Silviu Simioncencu Petre Condrat | 1:36,106 min | RusslandRoman Krugljakow Jewgeni Ignatow Dmitri Sergeev Alexei Wolkonski | 1:36,796 min | BelarusAljaksandr Bahdanowitsch Aliaksandr Kurliandchyk Aliaksandr Zhukouski Sermen Saponenko | 1:37,012 min |
| C4        | 1000 m    | UngarnCsaba Hüttner Gábor Fürdök Imre Pulai Ferenc Novák             | 3:19,595 min | RumänienIosif Chirilă Andrei Cuculici Petre Condrat Mitică Pricop        | 3:30,771 min | BelarusAljaksandr Bahdanowitsch Aliaksandr Kurliandchyk Aliaksandr Zhukouski Sermen Saponenko | 3:20,843 min |

#### Kajak
| Disziplin | Disziplin  | Gold                                                            | Leistung     | Silber                                                                                          | Leistung     | Bronze                                                                 | Leistung     |
| --------- | ---------- | --------------------------------------------------------------- | ------------ | ----------------------------------------------------------------------------------------------- | ------------ | ---------------------------------------------------------------------- | ------------ |
| K1        | 200 Meter  | Ronald Rauhe                                                    | 36,099 s     | Alvydas Duonėla                                                                                 | 36,195 s     | Tomasz Mendelski                                                       | 36,897 s     |
| K1        | 500 Meter  | Ákos Vereckei                                                   | 1:41,380 min | Ian Wynne                                                                                       | 1:41,884 min | Carlos Pérez                                                           | 1:41,974 min |
| K1        | 1000 Meter | Andreas Dittmer                                                 | 3:53,821 min | David Cal                                                                                       | 3:55,471 min | Martin Doktor                                                          | 3:55,495 min |
| K2        | 200 Meter  | LitauenEgidijus Balčiūnas Alvydas Duonėla                       | 33,626 s     | RusslandSergei Chowanski Stepan Schewtschuk                                                     | 34,166 s     | UngarnGergely Gyertyános Balázs Babella                                | 34,328 s     |
| K2        | 500 Meter  | DeutschlandTim Wieskötter Ronald Rauhe                          | 1:31,268 min | LitauenEgidijus Balčiūnas Alvydas Duonėla                                                       | 1:31,886 min | RusslandAnatoli Tischtschenko Wladimir Gruschichin                     | 1:32,864 min |
| K2        | 1000 Meter | NorwegenEirik Verås Larsen Nils Olav Fjeldheim                  | 3:11,521 min | SpanienPablo Banos Javier Hernanz Agueria                                                       | 3:12,655 min | Vereinigtes KönigreichPaul Darby-Dowman Ian Wynne                      | 3:13,321 min |
| K4        | 200 Meter  | UngarnViktor Kadler István Beé Balázs Babella Gergely Boros     | 31,414 s     | SpanienManuel Munoz Arestoy Jaime Acuna Iglesias Oier Aranzadi Aizpurua Aique Gonzales Comesana | 31,726 s     | RusslandRoman Sarubin Alexander Ivanik Anatoli Golikov Oleg Chertov    | 32,002 s     |
| K4        | 500 Meter  | UngarnZoltán Benkő István Beé Roland Kökény Gábor Kucsera       | 1:19,650 min | BelarusAljaksej Abalmassau Dziamyan Turchyn Raman Petruschenka Wadsim Machneu                   | 1:24,092 min | RusslandAndrei Tissin Oleg Chertov Stepan Schewtschuk Sergei Chowanski | 1:25,526 min |
| K4        | 1000 Meter | UngarnBotond Storcz Ákos Vereckei Gábor Horváth Zoltán Kammerer | 2:52,719 min | NorwegenAlexander Wefald Mattis Næss Jacob Norenberg Andreas Gjersøe                            | 2:55,282 min | PolenTomasz Mendelski Dariusz Białkowski Rafał Głażewski Paweł Baumann | 2:56,481 min |

### Frauen

#### Kajak
| Disziplin | Disziplin  | Gold                                                                                | Leistung     | Silber                                                                              | Leistung     | Bronze                                                                             | Leistung     |
| --------- | ---------- | ----------------------------------------------------------------------------------- | ------------ | ----------------------------------------------------------------------------------- | ------------ | ---------------------------------------------------------------------------------- | ------------ |
| K1        | 200 Meter  | Teresa Portela                                                                      | 41,748 s     | Aneta Pastuszka                                                                     | 43.116 s     | Tímea Paksy                                                                        | 43,290 s     |
| K1        | 500 Meter  | Natasa Janics                                                                       | 1:54,099 min | Petra Santy                                                                         | 1:55,107 min | Maike Nollen                                                                       | 1:56,181 min |
| K1        | 1000 Meter | Katalin Kovács                                                                      | 3:55,095 min | Beata Mikołajczyk                                                                   | 3:55,460 min | Ellen Fevang                                                                       | 4:04,503 min |
| K2        | 200 Meter  | SpanienTeresa Portela Beatriz Manchón                                               | 39,175 s     | UngarnMelinda Patyi Tímea Paksy                                                     | 39,433 s     | DeutschlandBirgit Fischer Carolin Leonhardt                                        | 39,985 s     |
| K2        | 500 Meter  | UngarnDalma Benedek Tímea Paksy                                                     | 1:44,926 min | DeutschlandBirgit Fischer Carolin Leonhardt                                         | 1:45,79 min  | SpanienTeresa Portela Beatriz Manchón                                              | 1:45,870 min |
| K2        | 1000 Meter | UngarnKinga Bóta Szilvia Szabó                                                      | 3:38,842 min | PolenIwona Pyżalska Dorota Kuczkowska                                               | 3:41,188 min | BulgarienBonka Pindjeva Delyana Dacheva                                            | 3:40,172 min |
| K4        | 200 Meter  | SpanienJana Šmidáková María Isabel García Teresa Portela Beatriz Manchón            | 35,170 s     | UngarnKinga Bóta Erzsébet Viski Szilvia Szabó Katalin Kovács                        | 35,596 s     | RusslandTatjana Tischtschenko Galina Porywajewa Tatiana Andreeva Svetlana Kudinova | 37,030 s     |
| K4        | 500 Meter  | UkraineTetjana Semykina Hanna Balabanowa Olena Tscherewatowa Inna Osipenko-Radomska | 1:33,542 min | UngarnKinga Bóta Erzsébet Viski Szilvia Szabó Katalin Kovács                        | 1:33,620 min | SpanienJana Šmidáková María Isabel García Teresa Portela Beatriz Manchón           | 1:35,276 min |
| K4        | 1000 Meter | RumänienLidia Talpă Florica Vulpeş Mariana Ciobanu Alina Ciurescu                   | 3:23,363 min | RusslandSvetlana Kudinova Tatjana Tischtschenko Anastasia Sergeeva Tatiana Andreeva | 3:24,845 min | UngarnKinga Dékány Berenike Faldum Katalin Móni Linda Benedek                      | 3:26,993 min |

## Medaillenspiegel
| Platz  | Land                   | Gold | Silber | Bronze | Gesamt |
| ------ | ---------------------- | ---- | ------ | ------ | ------ |
| 1      | Ungarn                 | 10   | 4      | 4      | 18     |
| 2      | Spanien                | 3    | 3      | 5      | 11     |
| 3      | Deutschland            | 3    | 3      | 3      | 9      |
| 4      | Russland               | 2    | 5      | 4      | 11     |
| 5      | Norwegen               | 2    | 1      | 1      | 4      |
| 5      | Rumänien               | 2    | 1      | 1      | 4      |
| 7      | Tschechien             | 2    | 0      | 2      | 4      |
| 8      | Polen                  | 1    | 4      | 3      | 8      |
| 9      | Litauen                | 1    | 2      | 0      | 3      |
| 10     | Ukraine                | 1    | 0      | 0      | 1      |
| 11     | Vereinigtes Königreich | 0    | 2      | 1      | 3      |
| 12     | Belarus                | 0    | 1      | 2      | 3      |
| 13     | Belgien                | 0    | 1      | 0      | 1      |
| 14     | Bulgarien              | 0    | 0      | 1      | 1      |
| Gesamt |                        | 27   | 27     | 27     | 81     |